# Orientocoluber spinalis
Orientocoluber spinalis – gatunek węża z rodziny połozowatych (Colubridae), jedyny przedstawiciel monotypowego rodzaju Orientocoluber. Występuje w środkowej i wschodniej Azji – we wschodnim Kazachstanie, Chinach, Mongolii, w południowo-wschodniej części Dalekiego Wschodu Rosji oraz w obu Koreach.